# Jan Hendrick Brand
Jan Hendrick Brand, född 6 december 1823 och död 14 juli 1888, var en sydafrikansk politiker.
Brand praktiskerade som advokat i Storbritannien och Kapstaden fram till 1858, då han blev professor vid sydafrikanska kollegiet där, och var från 1864 president i Oranjefristaten. Brand styrde staten med hård hand och slog ned flera uppror från afrikanernas sida. Hans politik gick ut på att i samförstånd Storbritannien skapa en sydafrikansk förbundsstat. Vid konflikten mellan Storbritannien och Transvaal tjänstgjorde Brand som medlare.